# Cyprien Mbuka
Cyprien Mbuka Di Nkuanga (ur. 13 listopada 1943 w Kizu) – kongijski duchowny rzymskokatolicki, w latach 2001–2021 biskup Boma.